# Rampart (Alaska)
Rampart ist ein Ort und ein census-designated place (CDP) in der Yukon-Koyukuk Census Area in Alaska in den Vereinigten Staaten. Das U.S. Census Bureau hatte bei der Volkszählung 2020 eine Einwohnerzahl von 57 ermittelt.

## Geographie
Rampart befindet sich im Alaska Interior. Der Ort liegt am linken, südlichen Flussufer des Yukon River, der auf diesem Abschnitt nach Süden strömt und sich wenig später nach Westen wendet. Der Ort liegt auf einer Höhe von 101 m 136 km nordwestlich von Fairbanks. Flussaufwärts, 45 km nordnordöstlich von Rampart, überquert der Dalton Highway den Yukon River. Etwa 30 km flussabwärts befindet sich die Schlucht „Rampart Gorge“, in welcher der Yukon River einen Gebirgszug durchschneidet. Flussabwärts, 97 km westsüdwestlich von Rampart, befindet sich Tanana unweit der Einmündung des Tanana River. Bei Rampart befindet sich ein Flugplatz. Von Rampart führt eine unbefestigte Straße entlang dem Minook Creek nach Süden und erreicht nach 44 Kilometern bei der Goldgräbersiedlung Eureka den Elliott Highway.

## Geschichte
Mit der Entdeckung von Gold im Einzugsgebiet des Minook Creek im Jahr 1896 wurde am Yukon River ein Versorgungsstützpunkt eingerichtet. Dieser wurde von den Bergleuten „Rampart City“ genannt. 1898 wurde ein Postamt in Betrieb genommen, das den Namen „Rampart“ trug. Während der Hochzeit des Goldrausches in den Jahren 1898 und 1899 lebten zeitweise etwa 1500 Menschen in Rampart. 1980 wurde Rampart ein census-designated place.

## Demografie
Zum Zeitpunkt der Volkszählung im Jahre 2020 (U.S. Census 2020) hatte Rampart 57 Einwohner auf einer Landfläche von 439,85 km². Von den Einwohnern waren 6 weiß sowie 44 amerikanisch-indianischer Abstammung.
Beim Zensus im Jahr 2000 wurden 45 Einwohner gezählt, 2010 waren es 24.